# Astu
Pour l’article homonyme, voir astu (Unix).

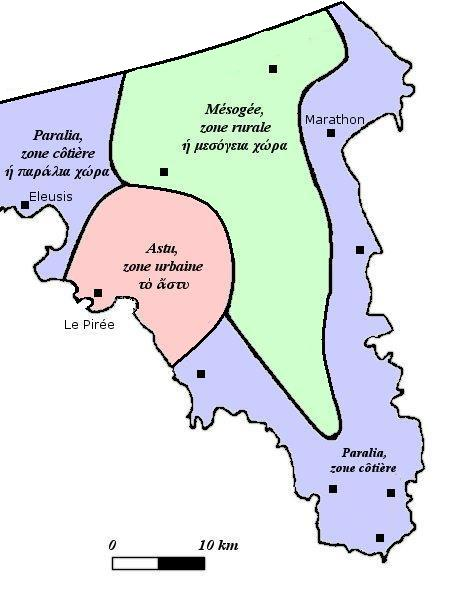
La répartition du territoire attique après la réforme de Clisthène (507-501 av. J.-C.)

Astu ou asty (en grec ancien ἄστυ (astu)) est le terme utilisé dans l'Antiquité par les Grecs pour désigner la ville basse de la cité, le lieu habité où se trouvait le marché, les cultes civiques et les instances politiques. Le terme s'oppose à celui de polis, qui désigne la ville haute, et mérite avant tout l'épithète d’élevée (acropolis). En d'autres termes il s'agit de la ville principale du territoire de la cité. Cette distinction subsiste longtemps dans une bonne partie de la Grèce. Cependant, déjà dans l'Odyssée, la différence entre polis et astu a disparu, et l'un et l'autre des deux mots désignent indifféremment Ilion, Ithaque, Cnossos, Lacédémone et Schérié.
Par la suite, le nom de polis s'est généralisé pour toutes les bourgades rurales qui vivaient à l'ombre de cette ville haute. Puis, par une progression inévitable, il s'est étendu à tout le pays qui obéissait à l'autorité du même chef. Le mot, qui désignait d'abord une acropole, finit par désigner une cité.   
La chôra désigne par contre la zone périphérique qui l'entoure. C'est le plus souvent une zone rurale qui peut être néanmoins composée de petites villes qui n'ont pas le statut de cité, et de sanctuaires importants pour les citoyens.
Clisthène imagina la division suivante dans la zone géographique de l'Attique : l’astu regrouperait  dix trittyes qui comprenaient la ville intra muros d'Athènes, les Longs Murs, le Pirée et les zones environnantes. La chôra, elle, regroupait les dix trittyes de la zone côtière (Paralia) et les dix trittyes de la zone intérieure (Mesogée).